# Speed King
Speed King är en låt av det brittiska hårdrocksbandet Deep Purple och öppningslåten på albumet Deep Purple in Rock. Men Speed King släpptes först på b-sidan till singeln Black Night.
Speed King gick först under namnet "Kneel and Pray", men var då inte heller samma låt. Melodin har i stort sett inte förändrats, men texten är annorlunda. "Speed King" är ingen cover, men innehåller olika textrader från redan då kända låtar av bland andra Elvis Presley och Chuck Berry.
Andra versioner av låten finns på den remastrade utgåvan av Deep Purple in Rock.